# 武卫 (阿里巴巴)
武卫 是一位中国企业家，现任阿里巴巴集团首席财务官。

## 生平
毕业于首都经济贸易大学会计系，曾在北京毕马威会计师事务所任职15年，2007年进入阿里巴巴集团担任执行总监，2014年接替蔡崇信担任集团首席财务官。其参与组织和领导2007年11月在香港的首次公开发行。

## 荣誉
2010年被《亚洲金融》杂志评为亚太中国区最佳首席财务官。 2015年被《福布斯杂志》评选为亚洲最具影响力前五十女企业家排名第8位。她是特许公认会计师公会 (ACCA)和中国注册会计师协会会员。